# David Kabua
David Kabua (ur. 26 maja 1951) – polityk Wysp Marshalla. Jego ojcem był Amata Kabua, pierwszy prezydent kraju. W latach 2012–2013 pełnił funkcję ministra zdrowia. W 2014 mianowany ministrem spraw wewnętrznych. 6 stycznia 2020  wybrany przez parlament na prezydenta kraju, stosunkiem głosów 20-12, pokonując urzędującą prezydent Hildę Heine. Przestał być głową państwa 3 stycznia 2024.